# 長谷川宏 (お笑い芸人)
長谷川 宏（はせがわ ひろし、1967年3月18日 - ）は、日本のお笑い芸人であり、漫才コンビ・ティーアップのツッコミ担当である。愛称は長谷兄（ハセにい）。

## 人物
- 1967年3月18日、兵庫県神戸市に生まれる。血液型はO型。
- 兵庫県立武庫工業高等学校中退。
- 洒落者として知られており、朝日放送の『なるみ・岡村の過ぎるTV』にてコーナー「オシャレ過ぎる長谷兄 NGKコレクション」が季節ごとに放送される[1][2]。
- 好きなタバコはマルボロ・ミディアム。
- 好きなお酒はビール。
- カラオケの十八番は西城秀樹の「傷だらけのローラ」。
- 芸人以外でやってみたい職業は宇宙飛行士。

## 出演
長谷川のみの出演を記載。コンビでの出演はティーアップ#出演を参照。

### テレビ
- なるみ・岡村の過ぎるTV（朝日放送） - 「オシャレ過ぎる長谷兄 NGKコレクション」に出演